# Шубович, Владислав Вадимович
Владислав Вадимович Шубович (бел. Уладзіслаў Вадзімавіч Шубовіч; род. 3 мая 2000, Брест) — белорусский футболист, защитник клуба «Сморгонь».

## Карьера

### «Рух» Брест
Воспитанник академии брестского «Динамо». В 2017 году футболист стал выступать за дублирующий состав динамовцев. В июле 2018 года футболист перешёл в брестский «Рух». В начале 2019 года футболист тренировался с основной командой брестского клуба. Дебютировал за клуб 4 мая 2023 года в матче против «Крумкачей», выйдя на поле в стартовом составе. В своём дебютном сезоне за клуб футболист провёл 12 матчей во всех турнирах, по итогу став бронзовым призёром Первой лиги.

#### Аренда в «Гранит» Микашевичи
В апреле 2020 года футболист перешёл в микашевичский «Гранит» на правах арендного соглашения до конца сезона. Дебютировал за клуб 18 апреля 2020 года в матче против «Крумкачей». Первым результативным действием отличился в матче 226 апреля 2020 года против дзержинского «Арсенала». Дебютный гол за клуб забил 30 мая 2020 года в матче против «Слонима-2017». На протяжении сезона был одним из ключевых футболистов в клубе. По окончании арендного соглашения покинул клуб.

#### Аренда в «Крумкачи»
В начале 2021 года футболист проходил просмотр в «Крумкачах». Затем в марте 2021 года футболист на правах арендного соглашения присоединился к клубу до конца сезона. Дебютировал за клуб 18 апреля 2021 года в матче против гомельского «Локомотива». Первым результативным действием за клуб отличился 30 апреля 2021 года в матче против «Лиды», отдав голевую передачу. На протяжении сезона оставался одним из ключевых игроков клуба. По итогу сезона футболист стал бронзовым призёром Первой лиги. По окончании арендного соглашения покинул клуб.

### «Сморгонь»
В марте 2022 года футболист на правах свободного агента присоединился к «Сморгони». Дебютировал за клуб 7 мая 2022 года в матче против «Лиды», выйдя на замену на 82 минуте. Первым результативным действием за клуб футболист отличился 26 августа 2022 года в матче против «Барановичей». отдав голевую передачу. В матче заключительного тура 12 ноября 2022 года против пинской «Волны» футболист забил свой дебютный гол. После забитого гола футболист отправился к трибунам чтобы сделать предложение своей девушке, однако запомнился тем, что вступил в небольшой конфликт с стюардом, который не пустил девушку к футболисту, оттолкнув её. По итогу сезона футболист стал серебряным призёром Первой лиги. Сам футболист за сезон отличился забитым голом и 2 результативными передачами.
В начале 2023 года готовился к новому сезону со сморгонским клубом. Дебютный матч в рамках Высшей лиги футболист сыграл 19 марта 2023 года в матче против бобруйской «Белшины», выйдя на поле в стартовом составе. На протяжении всего сезона футболист оставался в клубе одним из ключевых защитников, вместе с которым смог сохранить прописку в высшем дивизионе, результативными действиями по итогу так и не отличившись. В декабре 2023 года футболист покинул сморгонский клуб по окончании срока действия контакта.
В январе 2024 года футболист проходил просмотр в брестском «Динамо». В феврале 2024 года футболист вернулся в «Сморгонь». Новый сезон за клуб футболист начал 16 марта 2024 года с матча против минского «Динамо», выйдя на поле в стартовом составе. Первым результативным действием за клуб футболист отличился 5 апреля 2024 года в матче против столичного «Минска», отдав голевую передачу. Первым в сезоне забитым голом футболист отличился 14 апреля 2024 года в матче против новополоцкого «Нафтана».